# غالب بركات
غالب زكي بركات (20 أيلول 1927 – 6 آب 2014) سياسي ودبلوماسي أردني. عمل وزيراً للسياحة والآثار بين عامي 1967 و1972 ثم عمل دبلوماسياً لدى منظمات ووكالات الأمم المتحدة .

## الوظيفة
ولد بركات في يافا إبّان الانتداب البريطاني على فلسطين عام 1927، لزكي وفاطمة بركات.
التحق بمدرسة المطران غوبات في القدس. درس اقتصاد وتجارة في الجامعة الأميركية في بيروت في لبنان، وتخرّج بمرتبة الشرف عام 1949.
بدأ بركات حياته المهنية بالعمل كملحق صحفي في وزارة السياحة عام 1952. بعد عامين أصبح ملحقاً سياحياً في السفارة الأردنية في روما. عام 1960، عاد إلى الأردن ليعمل مديراً للهيئة العامة للسياحة، حيث بقي في هذا المنصب حتى عام 1972. بين عامي 1967 و1972، أصبح وزيراً للسياحة والآثار. منذ عام 1967 حتى 1979، كان بركات محاضراً في كلية الاقتصاد والتجارة في الجامعة الأردنية. عام 1980، أصبح مبعوثاً خاصاً لدى منظمة السياحة العالمية التابعة للأمم المتحدة. في العام نفسه، ألحق بمكتب الأمم المتحدة في جنيف، حيث أصبح مندوب الأردن الدائم وخدم في لجنة الأمم المتحدة المتصلة بحقوق الإنسان. عام 1985، أنهى لأعماله المتعلقة بوكالات الأمم المتحدة وانتقل للعمل في منظمة العمل الدولية، حيث أصبح مساعداً للمدير العام للأنشطة في المنطقة العربية حتى عام 1990.
تزوج عام 1959 وله ثلاثة أبناء. توفي بركات في 6 آب (أغسطس) عام 2014.